# Georg-Bitter-Straße
Die Georg-Bitter-Straße ist eine Straße in Bremen. Sie bildet die Grenze zwischen dem Stadtteil Östliche Vorstadt, Ortsteil Peterswerder und dem Stadtteil Hemelingen, Ortsteil Hastedt. Sie führt in Süd-Nord-Richtung von der Hastedter Brückenstraße und Karl-Carstens-Brücke (Erdbeerbrücke) zur Bennigsenstraße.
Die Querstraßen und Anschlussstraßen wurden u. a. benannt als Hasteder Brückenstraße als Zufahrt zur Weserbrücke, Osterdeich und Hastedter Osterdeich nach dem östlichen Weserdeich von 1881, Poelzigstraße nach dem Architekten, Suhrfeldstraße nach einer örtlichen Flurbezeichnung, Hamburger Straße von 1881, Auf der Hohwisch nach der Flur Hohwisch = hohe Wiese, Treviranusstraße nach dem Arzt und Naturforscher Gottfried Reinhold Treviranus, Hermine-Berthold Straße nach der Politikerin (SPD) und Widerstandskämpferin, Straße ohne Namen, Bei den Drei Pfählen nach den Pfählen an der alten Landesgrenze zwischen dem bremischen Vorort Pagenthorn und Hastedt, das zum Kurfürstentum Hannover gehörte, Hastedter Heerstraße von 1812, Bennigsenstraße nach dem liberalen Politiker Rudolf von Bennigsen; ansonsten siehe beim Link zu den Straßen.

## Geschichte
Das Gebiet der heutigen Straße lag ursprünglich im Dorf Hastedt und war oft überschwemmt. Seit 1890 ist es durch den Osterdeich geschützt. Schon damals wurde diese Straße als Hauptverkehrsstraße geplant und erhielt den Namen „Hastedter Ring“, in gerader Verlängerung der Kirchbachstraße (heute „Bennigsenstraße“). Dieser Name erscheint für eine völlig geradlinige Straße zunächst seltsam. Er erklärt sich dadurch, dass er gemeinsam mit dem  „Schwachhauser Ring“, dem „Utbremer Ring“ und dem „Waller Ring“ (die alle heute noch diese Namen tragen) eine weitläufige Nordumfahrung zur Entlastung der Bremer Innenstadt bilden sollte. Also eine zukunftorientierte Planung, die schon begann, bevor Hastedt 1902 zur Stadt Bremen kam. Allerdings war damals noch nicht absehbar, dass bereits in den 1930er Jahren durch die Blocklandautobahn eine weit leistungsfähigere Nordumfahrung gebaut werden würde.
Zunächst aber wurde in diesem Bereich 1894 das Ausflugslokal Weserlust eröffnet. 1904 legte der Botaniker Georg Bitter (1873–1927) daneben den Botanischen Garten an. Nach seinem Tod wurde 1928 die zum Botanischen Garten führende Straße nach ihm benannt. Viel Aufwand bereitete die Umbenennung nicht, gab es in der Straße doch bis zum Zweiten Weltkrieg nur ein einziges Haus. Selbst bis heute gibt es nur wenige Häuser mit der Adresse Georg-Bitter-Straße, da viele angrenzende Grundstücke von anderen Straßen erschlossen werden.
1937 wurde der Botanische Garten neben den Rhododendron-Park verlegt. Das Gelände lag über Jahrzehnte brach und war ein Geheimtipp für kundige Botaniker, erst um 2000 wurden beim Bau eines Autohauses die letzten Spuren beseitigt.
1939 kam Hemelingen zu Bremen, 1951 wurden die Bremer Stadtteile neu eingeteilt. Hastedt verlor sein Gebiet westlich der Georg-Bitter-Straße, diese wurde dadurch zur Stadtteilgrenze.
1957 wurde westlich der Straße die Bremer Kraftfahrzeug-Zulassungsstelle nach Plänen von Max Säume gebaut. In diesem Bereich siedelten sich zahlreiche Autohäuser und Kfz-Betriebe sowie das ADAC-Büro an. Diese Konzentration besteht immer noch, obwohl die Zulassungsstelle längst abgerissen ist.
Seit 1939 liegen in Seitenlage der Straße im Abschnitt von Hamburger Straße bis Bei den Drei Pfählen Gleise der Bremer Straßenbahn, die für den Veranstaltungsverkehr zum Weserstadion genutzt werden. Von 1963 bis 1975 wurde die eingleisige Strecke planmäßig von der Linie 10 befahren. Diese fuhr vom Steintor kommend wie die Linie 2 bis zur Haltestelle Bennigsenstraße und danach durch die Straße bis zur Endstelle Georg-Bitter-Straße. Die Rückfahrt erfolgte über Hamburger Straße wie die Linie 3. 1975 wurde die Linie 10 nach Sebaldsbrück verlängert, dadurch wurde die Strecke wieder zur Betriebsstrecke. Etwa um 2000 wurde die Strecke doppelgleisig ausgebaut mit Weichen in alle Richtungen, seitdem sind Umleitungen in alle Richtungen möglich.
Für den Autoverkehr hatte die Straße lange Zeit praktisch keine Bedeutung. Sie war sogar an zwei Stellen unterbrochen und nur per Fahrrad durchgehend befahrbar. Beim Bau der sogenannten „Erdbeerbrücke“ 1971 über die Weser nach Habenhausen, früher offiziell Werderbrücke, heute Karl-Carstens-Brücke, wurde sie nicht einbezogen. Erst 2001, über 100 Jahre nach ihrer Planung, wurde die Georg-Bitter-Straße ausgebaut und als geradlinige Verlängerung der Brücke zur Hauptverkehrsstraße.
Seitdem fährt hier auch im Nahverkehr in Bremen die Buslinie 22 (Kattenturm – Karl-Carstens-Brücke – Bei den Drei Pfählen – Universität).

## Gebäude und Anlagen
Die Gebäude an der Straße tragen zumeist die Hausnummern der Quer- oder Nachbarstraßen.
- Die Weserpromenade von der Altstadt vorbei am Weserstadion und der Grünzone Pauliner Marsch bis zum Weserwehr
- Osterdeich 151: 2-gesch. Autohaus mit Glasfassade
- Hochbunker Georg-Bitter-Straße
- Zwischen Suhrfeldstraße und Auf der Hohwisch: Zwei Reihen 2-gesch. Reihenhäuser mit Garagen und mittiger Zufahrtsstraße
- Poelzigstraße 34–42: 4-gesch. verputzte Wohnhäuser einer größeren Wohnsiedlung
- Hamburger Straße 270 bis Treviranusstraße und bis Nr. 19: 4- und 5-gesch. verputzte größere Wohnhausanlage
- Detmolder Str. 2 bis 24: 2-gesch. verputzte Wohnhäuser mit Walmdächern einer größeren Wohnsiedlung
- Nr. 21–23: 2-gesch. lang gestrecktes Autohaus mit Glasfassade
- Nr. 24: 2-gesch. Autohaus
- Nr. 25/27: 5-gesch. verklinkertes Wohn- und Geschäftshaus (Filiale Hulsberg der Sparkasse Bremen) von um 2017
- Bei den Drei Pfählen 83 bis 91: 3- und 4-gesch. verputzte Wohnhäuser
- Hastedter Heerstraße 1: 1-gesch. Autohaus und dahinter
- Hastedter Heerstraße 7: Dieses große Gebäude ist das einzige erhaltene Bauernhaus des Dorfes Hastedt, seit 1912 wird es als Tischlerei genutzt.
- Hastedter Heerstraße Ecke Bennigsenstraße (gegenüber): 7-gesch. Bürohaus vom ADAC Weser-Ems